# Delias pulla
Delias pulla är en fjärilsart som beskrevs av Talbot 1937. Delias pulla ingår i släktet Delias och familjen vitfjärilar. Inga underarter finns listade i Catalogue of Life.